# Loïc Amisse
Loïc Amisse, né le 9 août 1954 à Nantes, est un footballeur français qui évoluait au poste d’ailier gauche.

## Biographie

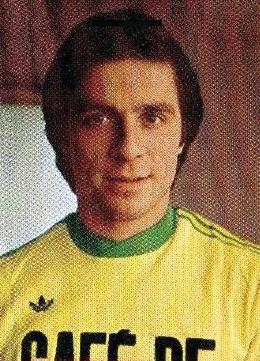
Loic Amisse en 1976.

Formé au FC Nantes, ce joueur rapide, explosif, passeur hors pair doté d'un pied gauche remarquable, s'impose rapidement comme une pièce essentielle des équipes entraînées par Jean Vincent puis Jean-Claude Suaudeau. Sa spécialité : le débordement suivi d'un centre à la précision ahurissante. Les années venant, il acquiert même une dimension supérieure, jouant également le rôle d'un véritable quatrième milieu au sein du dispositif en 4-3-3 prôné par Jean-Claude Suaudeau. Cet excellent joueur n'aura cependant pas eu le loisir de se tailler une carrière internationale à la mesure de son talent, barré qu'il était au poste d'ailier gauche par le fantasque Didier Six. Il glanera tous ses titres avec le club nantais, avec en point d'orgue les demi-finales de la Coupe des Coupes en 1980, où après une victoire 2-1 à domicile, les Canaris s'inclinent lourdement au Valence CF de Mario Kempes, 4-0. Les Espagnols gagnant même le trophée cette année-là.
Il prend sa retraite de joueur en 1991 (la même année que Maxime Bossis, autre symbole nantais) et ce après dix-sept années passées au FC Nantes et un court passage en Division 2 au SCO d'Angers, et intègre le staff technique du FC Nantes, pour s’occuper des équipes de jeunes. Il deviendra l’entraîneur de l'équipe fanion en 2003, et ce jusqu’en décembre 2004, date à laquelle Jean-Luc Gripond le limoge à la suite des mauvais résultats du club et d'une forte pression des joueurs, notamment de Mickaël Landreau, sur la direction du club. Après un passage par le foot amateur, il réintègre le centre de formation en 2010. 
Loïc Amisse est le beau-père d'Hassan Ahamada, footballeur formé au FC Nantes.
Il est titulaire du DEPF depuis mai 2004:

## Palmarès joueur

### En club
- Champion de France en 1977, en 1980 et en 1983 avec le FC Nantes
- Vainqueur de la Coupe de France en 1979 avec le FC Nantes
- Vainqueur de la Coupe des Alpes en 1982 avec le FC Nantes
- Champion de France de Division 3 en 1974 la réserve du FC Nantes
- Vice-champion de France en 1974, en 1978, en  1979, en 1981, en 1985 et en 1986 avec le FC Nantes
- Finaliste de la Coupe de France en 1983 avec le FC Nantes
- Demi-finaliste de la Coupe d'Europe des Vainqueurs de Coupe en 1980 avec le FC Nantes

### En équipe de France
- 12 sélections et 2 buts entre 1977 et 1983
  - 1re sélection : 23 février 1977, France-R.F.A. (1-0)
  - 2e sélection : 26 juin 1977, France-Argentine (0-0)
  - 3e sélection : 8 mars 1978, France-Portugal (2-0)
  - 4e sélection : 1er avril 1978, France-Brésil (1-0)
  - 5e sélection : 4 avril 1979, France-Tchécoslovaquie (0-2)
  - 6e sélection : 2 mai 1979, France-États-Unis (6-0, un but à la 61e minute)
  - 7e sélection : 5 septembre 1979, France-Suède (3-1)
  - 8e sélection : 10 octobre 1979, France-États-Unis (3-0, un but à la 23e minute)
  - 9e sélection : 17 novembre 1979, France-Tchécoslovaquie (2-1)
  - 10e sélection : 19 novembre 1980, France-R.F.A. (1-4)
  - 11e sélection : 16 février 1983, France-Portugal (3-0)
  - 12e sélection : 23 mars 1983, France-URSS (1-1)

### Statistiques
- 503 matchs et 86 buts en Division 1
- 29 matchs et 4 buts en Division 2
- 7 matchs et 3 buts en Coupe d'Europe des Clubs Champions
- 7 matchs et 1 but en Coupe d'Europe des Vainqueurs de Coupe
- 17 matchs et 4 buts en Coupe de l'UEFA

## Palmarès entraîneur
- Finaliste de la Coupe de la Ligue en 2004 avec le FC Nantes